# Mogriguy
Mogriguy är en ort i Australien. Den ligger i kommunen Dubbo Municipality och delstaten New South Wales, i den sydöstra delen av landet, omkring 310 kilometer nordväst om delstatshuvudstaden Sydney.
Runt Mogriguy är det glesbefolkat, med 12 invånare per kvadratkilometer.. Mogriguy är det största samhället i trakten.
I omgivningarna runt Mogriguy växer huvudsakligen savannskog. Genomsnittlig årsnederbörd är 702 millimeter. Den regnigaste månaden är februari, med i genomsnitt 121 mm nederbörd, och den torraste är oktober, med 12 mm nederbörd.